# Maximum Revenge
Pour plus de détails, voir Fiche technique et Distribution.
Maximum Revenge est un film d'action américain réalisé par Fred Olen Ray, sorti en 1998.

## Synopsis
Mace Richter (Paul Michael Robinson) est un policier d’élite. Il intervient sur les lieux d’un détournement d'avion avec prise d'otages. Le SWAT prend trop de temps pour arriver, alors Richter y va seul pour éliminer les terroristes. Il est pris au dépourvu lorsque l’otage principal, un prince arabe corrompu, s’avère être impliqué dans le détournement et tente de lui tirer dessus, mais Richter lui tire dessus en premier. Profitant de la confusion, les autres pirates de l’air s’échappent. Personne dans l’avion n’a remarqué que l’autre avait une arme à feu. Le chef de la police doit blâmer quelqu’un pour l’échec de l’opération, et Richter a tué un important magnat du pétrole, propriétaire d’un passeport diplomatique. Richter est alors injustement condamné à six mois de prison.
Près de six mois plus tard, au lieu d’être libéré, Richter est transféré dans une nouvelle prison de haute sécurité dont il est impossible de s’évader. Mace emménage dans la toute nouvelle prison, avec quatre autres détenus comme premiers occupants. Alors que le directeur de la prison fait visiter les lieux à la journaliste Tracy Quinn (Landon Hall), les mêmes terroristes du détournement entrent par effraction et déclenchent une autre prise d’otages. Ils retiennent en otages Quinn et le gardien. Le gardien parvient à assommer l’homme de main qui le surveille, et décide d’ouvrir toutes les cellules afin de laisser Richter et le reste des prisonniers sortir pour faire face à la menace terroriste.
Mace découvre bientôt que les terroristes ont posé une bombe à retardement nucléaire dans la prison. L’explosion causera la destruction de Los Angeles. Les terroristes espèrent tromper les États-Unis et leur faire croire que les nations arabes sont impliquées, alors qu’elles sont innocentes, pour inciter le gouvernement de Washington à une action de représailles sur les pays arabes, ou même à déclencher une guerre au Moyen-Orient. Mace est le seul à pouvoir déjouer leurs plans. La journaliste Tracy Quinn et un groupe de condamnés à mort bien mal assortis aideront Richter à déjouer le complot, désamorcer la bombe, sauver Los Angeles, et éviter la Troisième Guerre mondiale.

## Distribution
- Paul Michael Robinson : Mace Richter
- John Lazar : Murdock
- Landon Hall : Tracy Quinn
- Neil Delama : Stefan
- J.C. Johnson : Chapel
- Arthur Roberts : Gardien Glover
- Monique Parent : Katya
- Michelle Bauer : Shana
- John Henry Richardson : Capitaine Hightower
- Fred Olen Ray : Lieutenant Burke
- Don Scribner : Patterson
- Peter Spellos : Croaker
- Bob Johnson : O'Reilly
- George Franklin : Jackson
- Steve Scionti : Gonzales
- Richard Gabai : Caldwell
- Vanick Moradian : Prince Ali-Rasull
- Kimberly A. Ray : Princesse[1]

## Production
Le film est sorti le 24 avril 1998 aux États-Unis, son pays d’origine.